# Sikkimiana
Sikkimiana is een geslacht van rechtvleugeligen uit de familie veldsprinkhanen (Acrididae). De wetenschappelijke naam van dit geslacht is voor het eerst geldig gepubliceerd in 1940 door Uvarov.

## Soorten
Het geslacht Sikkimiana omvat de volgende soorten:
- Sikkimiana darjeelingensis Bolívar, 1914
- Sikkimiana jinzhongshanensis Jiang & Zheng, 1998
- Sikkimiana sukhadae Bhowmik, 1965